# Звер са друма Брај
Звер са друма Брај (енгл. Beast of Bray Road) је криптозоолошко створење које се појављује близу друма Брај у америчкој савезној држави Висконсин. Први пут је примећено 1949. године код града Елкхорна. Слична створења су наводно примећена на подручју од северног Илиноиса до острва Ванкувер у Канади.
Друм Брај је сеоски пут близу града Елкхорна.

## Опис
Звер са друма Брај је описано на неколико начина; као створење које сличи медведу, длакави двоножац налик на Бигфута, необично велики вук (висок између 2 и 4 метра који хода на две ноге), интелигентно створење налик на вука које хода на задњим ногама и тешко је између 400 и 700 килограма. Такође се мисли да је његово крзно сиве или смеђе боје и да изгледом подсећа на пса или медведа. Многи новински чланци говоре како је ово створење у ствари вукодлак.

## Објашњења
Предложене су многе животиње које би могле бити ово створење. Већином се мисли на дивљег пса, вука, и хибрида. Такође је могуће да је то нека обична животиња али да је неко измислио причу да је то вукодлак.
Многи су мислили да је то у ствари човек под маском, али људи који су видели ово створење, неслажу се. Они кажу како је ово створење више од 2 метра, да јако брзо трчи те да има црвене очи. Ово створење је једном виђено како лови јелена. 1992, 2 су се мушкарца возила аутом овом цестом. Један од мушкараца је видео чудно створење како једе неку животињу. Када их је створење видело усправило се на задње ноге и напало их је. Возач аута је брзо дао гас и успели су побећи. Убрзо су позвали полицију, али она на месту догађаја није пронашла никакве трагове.